# 909 a.C.
Il 909 a.C. (CMIX a.C. in numeri romani) è un anno  del X secolo a.C.

## Morti
- Nadab, sovrano israelita